# Lafourche Crossing
Lafourche Crossing es un lugar designado por el censo ubicado en la parroquia de Lafourche en el estado estadounidense de Luisiana. En el Censo de 2010 tenía una población de 2002 habitantes y una densidad poblacional de 183,6 personas por km².

## Geografía
Lafourche Crossing se encuentra ubicado en las coordenadas 29°46′3″N 90°46′11″O / 29.76750, -90.76972. Según la Oficina del Censo de los Estados Unidos, Lafourche Crossing tiene una superficie total de 10.9 km², de la cual 10.9 km² corresponden a tierra firme y (0%) 0 km² es agua.

## Demografía
Según el censo de 2010, había 2002 personas residiendo en Lafourche Crossing. La densidad de población era de 183,6 hab./km². De los 2002 habitantes, Lafourche Crossing estaba compuesto por el 84.72% blancos, el 11.79% eran afroamericanos, el 0.75% eran amerindios, el 0.65% eran asiáticos, el 0% eran isleños del Pacífico, el 0.6% eran de otras razas y el 1.5% pertenecían a dos o más razas. Del total de la población el 1.85% eran hispanos o latinos de cualquier raza.